# Rajko Milošević
Rajko Milošević alias "Gera" och "R.M. Guéra" (serbisk kyrilliska: Рајко Милошевић - Гера) född 24 november 1959 i Belgrad i Serbien (dåvarande Jugoslavien), är en serbisk serieskapare.
Han är skapare av bland annat "Elmer Jones" (serieförfattare: Dragoljub "Dragan" Savić), "Scalped" (serieförfattare: Jason Aaron) och "Le Lièvre de Mars" (serieförfattare: Patrick Cothias).